# Naillat
Naillat là một xã thuộc tỉnh Creuse trong vùng Nouvelle-Aquitaine miền trung nước Pháp. Xã này nằm ở khu vực có độ cao trung bình 360 mét trên mực nước biển.

## Địa lý
Là một khu vực nông trang gồm các làng có cự ly 14 dặm (23 km) về phía tây bắc Guéret tại giao lộ các tuyến đường D5, D14 và D44.

## Dân số
| 1962                                                        | 1968 | 1975 | 1982 | 1990 | 1999 | 2005 |
| ----------------------------------------------------------- | ---- | ---- | ---- | ---- | ---- | ---- |
| 943                                                         | 1084 | 955  | 809  | 721  | 641  | 653  |
| Số liệu điều tra dân số từ năm 1962 Dân số chỉ tính một lần |      |      |      |      |      |      |

## Địa điểm nổi bật

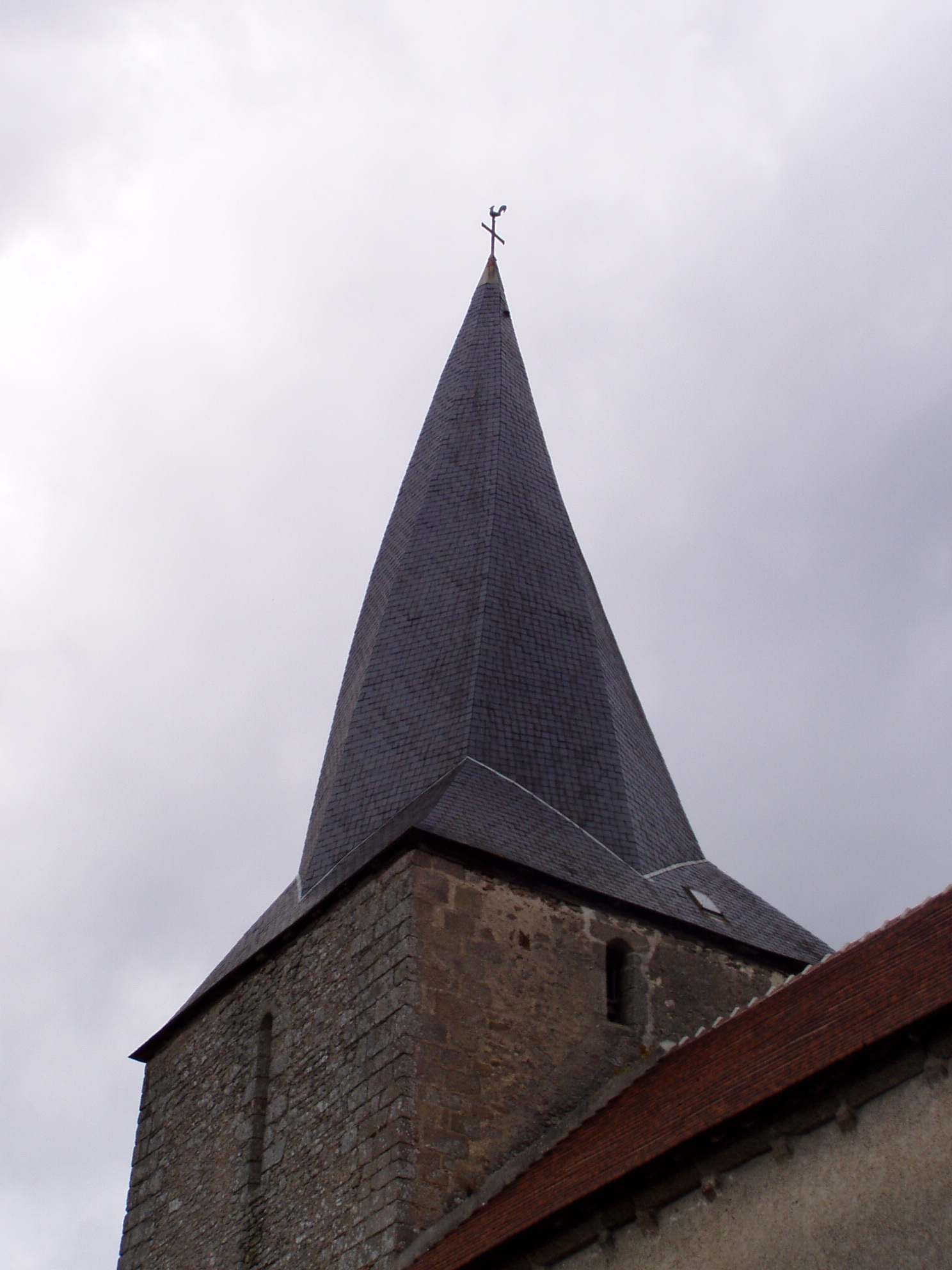
Nhà thờ

- Nhà thờ thế kỷ 12.
- Lâu đài La Vergne.